# Restoro d'Arezzo
Restoro d'Arezzo (Ristoro sous la forme florentine du nom) est un écrivain et cosmographe du XIIIe siècle, auteur de la Composizione del Mondo, soit le premier ouvrage écrit en italien (de Toscane).
Il porte principalement sur des théories géologiques et l'auteur reprend les théories d'Aristote, de Ptolémée, d'Averroès, d'Avicenne et De sphera de Joannes de Sacrobosco.

## L'auteur
On ne sait que peu de choses de Restoro d'Arezzo, sinon qu'il fut moine. Il était déjà adulte en 1239, lorsqu'il a vu une éclipse totale de soleil. Spécialiste d'Aristote et nanti d'une large culture arabe, en 1282 il terminait à Arezzo les huit livres de la « Composizione del mondo colle sue cascioni ».
Il a été affirmé que Dante Alighieri était familier de Restoro. Dante traite d'ailleurs de questions connexes dans la Quaestio de Aqua et Terra, datée de 1320.

## La composizione del Mondo

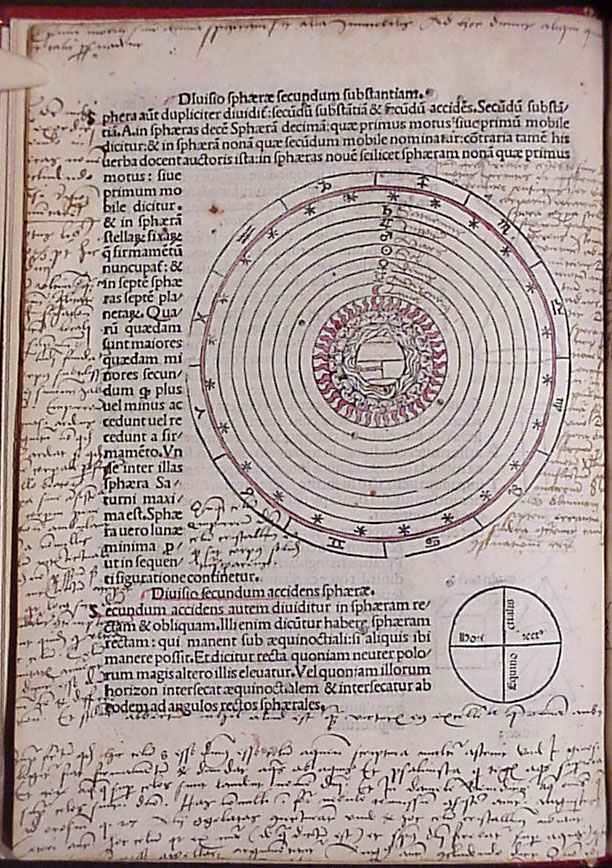
Feuillet annoté du De sphera de Sacrobosco

L'œuvre est séparée en 2 livres de 24 et de 94 chapitres. Le texte est avant tout un texte de « cosmographie » et de philosophie naturelle de l'époque de la grande scolastique. Les sources nommées explicitement sont peu nombreuses. Aristote (De Caelo) est cité, p. 109 ; Avicenne, p. 38 ; Averroès, p. 212 
(«italien : lo quale fo grandissimo e lo magiure desponetore d'Arestotele »). Les citations nominales des astronomes sont plus nombreuses : Ptolémée (p. 7, 24, 122 
« italien : grande Tolomeo »), et surtout les Arabes : Albumasar (p. 8, 61 « italien : lo quale fo altissimo marstro ») et surtout Alfraganus. Ristoro surpasse bon nombre de ses devanciers, car il n'est pas simple compilateur ; il nous fait part, à l'occasion, de ses observations personnelles et, parmi ces observations, il en est d'intéressantes. Touchant la Géologie, notamment, il use des remarques qu'il a pu faire sur les coquilles fossiles pour appuyer certaines théories qu'il parait tenir d'Albert le Grand. Pour Ristoro tout ce qui existe dans l'univers a son explication rationnelle (« la rasione e la casione suficiente », p. 111), et tout doit être ainsi qu'il est. C'est un rationalisme assez poussé, et même un nécessitarisme.
Ristoro fut probablement un des premiers voyageurs à parcourir des régions limitées dans la chaîne des Apennins en Toscane avec un objectif géologique. Il eut le mérite de signaler, dans les Apennins, la présence jusqu’au sommet des montagnes de coquilles fossiles et de cailloux roulés, et d’ébranler ainsi l’interprétation alors courante de la Bible, d’après laquelle Dieu créa d’abord la terre ferme et ensuite seulement les animaux. Mais il fut aussi le premier à expliquer ces mêmes faits par le Déluge - erreur qui généra le progrès des idées pendant cinq siècles.
Le traité Della composizione del Mondo a été imprimé pour la premiere fois en 1864 par les soins de Enrico Narducci. Les historiens de la philosophie du Moyen Âge n'en parlent pas ordinairement. Les historiens de la science, au contraire, comme Duhem et Sarton, ne l'ignorent pas. Selon Narducci, la Composizione del Mondo est l'œuvre du Humboldt du xiiie siècle, c'est « un Cosmos embryonnaire, rédigé dans une langue naissante, et cependant riche de faits et plein d'efficacité. » Selon Pierre Duhem « L'Ouvrage de Ristoro prend place dans cette longue lignée qui débute par le De Universo d'Isidore de Séville pour aboutir au Cosmos d'Alexandre de Humboldt ; suite d'œuvres dont chacune aspire à ce titre d'Image du monde, que le Moyen Âge leur donnait volontiers ; dont chacune tente une description de l'Univers à laquelle l'Astronomie, la Météorologie, la Géologie et la Géographie apportent leur successive contribution. »